# Împăratul Zhezong al Songului
Împăratul Zhezong de Song (n. 4 ianuarie 1077, Kaifeng, Republica Populară Chineză – d. 23 februarie 1100, Kaifeng, Republica Populară Chineză), numele personal Zhao Xu, a fost cel de-al șaptelea împărat al dinastiei Song din China. Numele său personal original a fost Zhao Yong, dar l-a schimbat în Zhao Xu  după încoronarea sa. El a domnit din 1085 până la moartea sa în 1100 și a fost urmat de fratele său mai mic, împăratul Huizong, pentru că fiul său a murit prematur.
Împăratul Zhezong a fost al șaselea fiu al împăratului Shenzong. El a urcat pe tron la vârsta de nouă ani, sub supravegherea bunicii sale, Marea Împarateasa Gao. În calitate de regent al tânărului împărat, Marea Împărăteasa Dowager Gao a numit conservatori, cum ar fi Sima Guang, în calitate de cancelar, acesta oprind noile politici stabilite de Wang Anshi. Împăratul Zhezong era neputincios și doar după moartea împărătesei Gao în anul 1093, a reușit să restabilească reformele lui Wang Anshi și să reducă influența lui Sima Guang.
Împăratul Zhezong a redus impozitele, a încetat negocierile cu statul Xia de Vest condus de poporul Tangut și a reluat conflictele armate, care au forțat în cele din urmă Xia de Vest să revină la o poziție mai pașnică față de Imperiul Song. Cu toate acestea, împăratul Zhezong nu a putut să oprească lupta între membrii conservatori ai guvernului său și cei liberali care au sprijinit reformele lui Wang Anshi. Această divizare va contribui în cele din urmă la căderea dinastiei Songului de Nord în secolul al XII-lea.
Împăratul Zhezong a murit în 1100 la Kaifeng la vârsta de 24 de ani și a fost urmat de fratele său mai mic, împăratul Huizong.